# Ghana ai Giochi della XXXI Olimpiade
Il Ghana ha partecipato ai Giochi della XXXI Olimpiade, che si sono svolti a Rio de Janeiro, Brasile, dal 5 al 21 agosto 2016, con una delegazione di 14 atleti impegnati in 5 discipline.
Portabandiera alla cerimonia di apertura è stata la velocista Flings Owusu-Agyapong, alla sua prima Olimpiade.
Non sono state conquistate medaglie ma nonostante ciò si è trattata di un'edizione storica per il Ghana che ha debuttato nel nuoto, nel sollevamento pesi maschile e nel judo femminile.

## Risultati

### Atletica leggera
| Q | Qualificato al turno successivo per la posizione in qualificazione                                                           |
| q | Qualificato per il turno successivo per ripescaggio o, negli eventi su campo, conquistando la misura minima per qualificarsi |

Maschile
Eventi su pista e strada
| Sean Safo-Antwi | 100 m piani | Bye     | Bye  | 10.43 | 6    | non qualif. | non qualif. | non qualif. | non qualif. |             |             |
| Emmanuel Dasor  | 200 m piani | N.D.    | N.D. | N.D.  | N.D. | 20.65       | 6           | non qualif. | non qualif. | non qualif. | non qualif. |
| Alex Amankwah   | 800 m piani | 1:50.33 | 6    | N.D.  | N.D. | N.D.        | N.D.        | non qualif. | non qualif. | non qualif. | non qualif. |

Eventi su campo
| Atleta       | Evento                | Qualificazioni | Qualificazioni | Finale      | Finale      |
| Atleta       | Evento                | Risultato      | Posizione      | Risultato   | Posizione   |
| ------------ | --------------------- | -------------- | -------------- | ----------- | ----------- |
| John Ampomah | Lancio del giavelotto | 80.39          | 19             | non qualif. | non qualif. |

Femminile
Eventi su pista e strada
| Atleta                                                                              | Evento          | Preliminari | Preliminari | Batteria  | Batteria  | Semifinale  | Semifinale  | Finale      | Finale      |
| Atleta                                                                              | Evento          | Risultato   | Posizione   | Risultato | Posizione | Risultato   | Posizione   | Risultato   | Posizione   |
| ----------------------------------------------------------------------------------- | --------------- | ----------- | ----------- | --------- | --------- | ----------- | ----------- | ----------- | ----------- |
| Flings Owusu-Agyapong                                                               | 100 m piani     | Bye         | Bye         | 11.43     | 4         | non qualif. | non qualif. | non qualif. | non qualif. |
| Emmanuel Dasor                                                                      | 200 m piani     | N.D.        | N.D.        | 23.67     | 6         | non qualif. | non qualif. | non qualif. | non qualif. |
| Gemma Acheampong Janet Amponsah Beatrice Gyaman Dorcas Gyimah Flings Owusu-Agyapong | Staffetta 4x100 | N.D.        | N.D.        | 43.37     | 8         | N.D.        | N.D.        | non qualif. | non qualif. |

### Pugilato
Maschile
| Atleta     | Evento              | Trentaduesimi        | Sedicesimi           | Ottavi di finale     | Quarti di finale     | Semifinali           | Finale               | Pos.            |
| Atleta     | Evento              | Avversario Risultato | Avversario Risultato | Avversario Risultato | Avversario Risultato | Avversario Risultato | Avversario Risultato | Pos.            |
| ---------- | ------------------- | -------------------- | -------------------- | -------------------- | -------------------- | -------------------- | -------------------- | --------------- |
| Abdul Omar | Pesi gallo (-56 kg) | Melián (ARG) P (0-3) | non qualificato      | non qualificato      | non qualificato      | non qualificato      | non qualificato      | non qualificato |

### Judo
Femminile
| Atleta          | Evento | Preliminari           | 16-esimi             | Ottavi               | Quarti               | Semifinali           | Ripescaggio          | Med. bronzo          | Finale               | Posizione       |
| Atleta          | Evento | Avversario Risultato  | Avversario Risultato | Avversario Risultato | Avversario Risultato | Avversario Risultato | Avversario Risultato | Avversario Risultato | Avversario Risultato | Posizione       |
| --------------- | ------ | --------------------- | -------------------- | -------------------- | -------------------- | -------------------- | -------------------- | -------------------- | -------------------- | --------------- |
| Szandra Szögedi | −63 kg | Silva (BRA) P (0-100) | non qualificato      | non qualificato      | non qualificato      | non qualificato      | non qualificato      | non qualificato      | non qualificato      | non qualificato |

### Nuoto
Maschile
| Atleta         | Gara             | Batteria | Batteria  | Semifinale      | Semifinale      | Finale          | Finale          |
| Atleta         | Gara             | Tempo    | Posizione | Tempo           | Posizione       | Tempo           | Posizione       |
| -------------- | ---------------- | -------- | --------- | --------------- | --------------- | --------------- | --------------- |
| Abeiku Jackson | 50m stile libero | 24.30    | 55        | Non qualificato | Non qualificato | Non qualificato | Non qualificato |

Femminile
| Atleta              | Gara              | Batteria | Batteria  | Semifinale      | Semifinale      | Finale          | Finale          |
| Atleta              | Gara              | Tempo    | Posizione | Tempo           | Posizione       | Tempo           | Posizione       |
| ------------------- | ----------------- | -------- | --------- | --------------- | --------------- | --------------- | --------------- |
| Rahel Gebresilassie | 200m stile libero | 2:16.02  | 42        | Non qualificato | Non qualificato | Non qualificato | Non qualificato |

### Sollevamento pesi
Maschile
| Atleta          | Evento | Strappo   | Strappo    | Slancio   | Slancio    | Totale | Classifica |
| Atleta          | Evento | Risultato | Classifica | Risultato | Classifica | Totale | Classifica |
| --------------- | ------ | --------- | ---------- | --------- | ---------- | ------ | ---------- |
| Christian Amoah | -85 kg | 130 kg    | 18º        | 153 kg    | 21º        | 283 kg | 21         |